# Clemente Fernández López
Clemente, właśc. Clemente Fernández López (ur. 23 listopada 1919 w Madrycie, zm. 17 lipca 1996 tamże) – hiszpański piłkarz, występujący na pozycji obrońcy.
Z zespołem Realu Madryt dwukrotnie zdobył Copa del Generalísimo (1946, 1947) i jeden raz Copa Eva Duarte (1946). W latach 1948–1949 rozegrał 3 mecze w reprezentacji Hiszpanii.